# 삼성 갤럭시 북3 프로

## 디자인
| 갤럭시 북3 프로 |            |
| 색상            | 이름       |
|                 | 그라파이트 |
|                 | 베이직     |

| 갤럭시 북3 프로 360 |            |
| 색상                | 이름       |
|                     | 그라파이트 |
|                     | 베이직     |